# 大萼连蕊茶
大萼连蕊茶（学名：Camellia macrosepala）是山茶科山茶属的植物。属中国原产的植物（非从国外引种）。